# Batalion KOP „Delatyn”

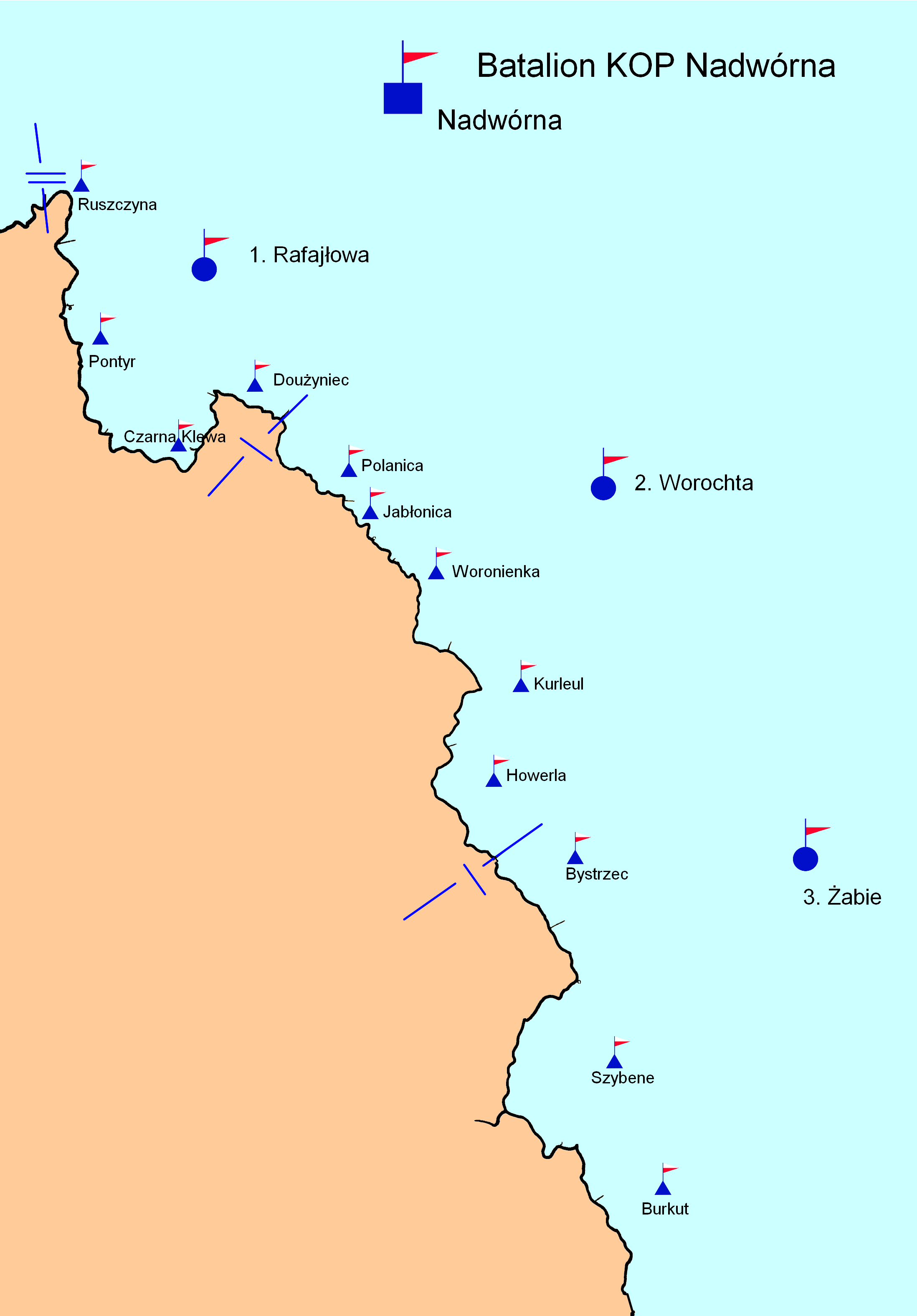
Szkic rozmieszczenia batalionu KOP „Nadwórna”

Batalion KOP „Delatyn” – pododdział piechoty, podstawowa jednostka taktyczna Korpusu Ochrony Pogranicza.

## Formowanie i zmiany organizacyjne
Pierwotnie batalion stacjonował w Dolinie (nosząc wówczas nazwę Batalion KOP „Dolina”) - po przedyslokowaniu do Delatyna zmienił nazwę na Delatyn. Szef sztabu KOP zawiadamiał pismem nr 106-1/og.org./39 z 10 marca 1939, że: w dniu 7 marca b.r. zostało przeniesione dowództwo batalionu KOP „Delatyn” z Nadwórnej do Delatyna.
Nazwa jednostki pochodzi od leżącego na krańcu pasma Gorganów miasta Delatyn znajdującego się wówczas na obszarze województwa stanisławowskiego i będącego macierzystym garnizonem batalionu. Batalion został sformowany w 1939, po przejęciu przez KOP ochrony dawnej granicy z Czechosłowacją od Straży Granicznej. 
Z dniem 15 maja 1939 batalion stał się oddziałem gospodarczym. Stanowisko kwatermistrza batalionu przemianowane zostało na stanowisko zastępcy dowódcy batalionu do spraw gospodarczych, płatnika na stanowisko oficera gospodarczego, zastępcy oficera materiałowego dla spraw uzbrojenia na zbrojmistrza, zastępcy oficera materiałowego dla spraw żywnościowych na oficera żywnościowego.
Wchodził w skład 1 pułku piechoty KOP „Karpaty” jako II batalion. 
W wojnie obronnej 1939 włączony w struktury 3 Brygady Górskiej podzielił los innych jednostek Armii „Karpaty”.

## Dowódcy batalionu
- mjr piech. Adolf Galinowski[b][7](I[8] – 15 VI 1939[9])
- mjr piech. Augustyn Swaczyna[c] (15 czerwca[9] - † 10 IX 1939 Ulucz)

## Obsada personalna baonu KOP „Nadwórna”
Obsada personalna baonu KOP „Nadwórna” w marcu 1939
- dowódca batalionu – mjr piech. Adolf Galinowski
- adiutant – kpt. piech. Stanisław Szmidt
- kwatermistrz – kpt. adm. (piech.) Kazimierz I Zieliński
- oficer materiałowy – por. Witold Józef Ludwik Witoszyński
- oficer płatnik – wakat
- lekarz medycyny – kpt. lek. dr Henryk Marceli Bukała
- dowódca 1 kompanii granicznej – kpt. piech. Stefan Kazimierczak
- dowódca 2 kompanii granicznej – por. piech. Jan Nepomucen Hübner
- dowódca 3 kompanii granicznej – por. piech. Aleksander Ładygin
- dowódca kompanii odwodowej – por. piech. Mieczysław Łabędź
- dowódca kompanii km – por. piech. Antoni Olizarowski
- dowódca plutonu – por. piech. Józef Ludwik Metzger
- dowódca plutonu łączności – por. piech. Henryk Oziewicz

### Żołnierze batalionu – ofiary zbrodni katyńskiej
Biogramy zamordowanych znajdują się na stronie internetowej Muzeum Katyńskiego
| Nazwisko i imię         | stopień              | zawód             | miejsce pracy przed mobilizacją | zamordowany |
| ----------------------- | -------------------- | ----------------- | ------------------------------- | ----------- |
| Gałkowski Roman         | kapitan              | żołnierz zawodowy | dowódca 1 kg/ baonu KOP „Troki” | Charków     |
| Polański Kazimierz      | podporucznik rezerwy | prawnik           |                                 | Charków     |
| Czajkowski Jan          | kapral               | żołnierz          |                                 | Kalinin     |
| Mereszczowski Stanisław | porucznik            | żołnierz zawodowy | dca pl kkm baonu KOP „Skałat”   | ULK         |
| Orlik Mieczysław        | kapitan              | żołnierz zawodowy | adiutant baonu KOP „Dolina”     | ULK         |